# Comitatul Athabasca, Alberta
Comitatul Athabasca este un district municipal în provincia Alberta din Canada. El este situat la nordest de Edmonton. Comitatul se află în diviziunea de recensământ 13. El se întinde pe suprafața de 6,122.75 km2 și avea în anul 2011 o populație de 7.662 locuitori.
Cities Orașe
Towns Localități urbane
- Athabasca

Villages Sate
- Boyle

Summer villages Sate de vacanță
- Bondiss
- Island Lake
- Island Lake South
- Mewatha Beach
- South Baptiste
- Sunset Beach
- West Baptiste
- Whispering Hills

Hamlets Cătune
- Atmore
- Breynat
- Caslan
- Colinton
- Donatville
- Ellscott
- Grassland
- Meanook
- Perryvale
- Rochester
- Wandering River

Așezări
- Amber Valley
- Amesbury
- Athabasca Acres
- Athabasca Landing Settlement
- Balay Subdivision
- Baptiste Lake
- Big Coulee
- Blue Jay
- Century Estates
- Coolidge
- Dakin
- Deep Creek
- Frains
- Glenshaw
- Grosmont
- Kinikinik
- Lahaieville
- Lincoln
- Lyall Subdivision
- McNabb's
- Meadowbrook
- Meanock
- O'Morrow
- Paxson
- Pine Grove Estates
- Pleasant View
- Prosperity
- Richmond Park
- Sarrail
- Sawdy
- Spruce Valley
- West Wind Trailer Park
- White Gull